# Francisco Gómez Kodela
Francisco Gómez Kodela (n. Buenos Aires, 3 de julio de 1985) es un exjugador argentino de rugby union surgido en el club Belgrano Athletic. Su posición habitual era la de pilar. 
En 2008 integró por primera vez seleccionado mayor argentino, Los Pumas, formando parte del equipo que el 14 de noviembre de 2020, obtuvo el histórico triunfo frente a los All Blacks.

## Clubes
| Club           | País      | Tipo        | Referencia |
| -------------- | --------- | ----------- | ---------- |
| Belgrano       | Argentina | Amateur     |            |
| Biarritz       | Francia   | Profesional |            |
| Bordeaux       | Francia   | Profesional |            |
| Lyon           | Francia   | Profesional |            |
| Stade Francais | Francia   | Profesional |            |